# Borrochrus ciliatus
Borrochrus ciliatus is een keversoort uit de familie Hybosoridae. De wetenschappelijke naam van de soort is voor het eerst geldig gepubliceerd in 1886 door de Borre.